# La promessa (soap opera)
La promessa (La promesa) è una soap opera spagnola in onda sull'emittente televisiva La 1 di Televisión Española dal 12 gennaio 2023.
In Italia la soap va in onda su Canale 5 dal 29 maggio 2023 al 30 settembre 2024 in day-time e dallo stesso giorno su Rete 4 in preserale.

## Trama

### Prima stagione
Los Pedroches, 1898. Una donna di nome Dolores con un neonato di nome Marcos e sua figlia Jana, scappano inseguite da uomini incappucciati a cavallo. Stremata dalla fatica e sentendosi braccata, Dolores decide di far scappare sua figlia col piccolo permettendo almeno a loro di salvarsi. La bambina è reticente ma alla fine accetta di mettersi in salvo e da lontano assiste all'uccisione di sua madre da parte di quegli uomini che nel frattempo l'hanno raggiunta. Ora inseguono lei e il piccolo e arrivati sull'orlo di un precipizio uno degli uomini, che indossa un anello d'oro con uno strano simbolo, intima ad Jana di consegnargli suo fratello. Lei non trovando altra soluzione lo porge all'uomo e subito dopo si getta dal burrone facendosi credere morta.
Quindici anni più tardi, nel 1913, Mariana "Jana" Expósito è una ragazza che arriva presso il palazzo de La Promessa, il cui stemma corrisponde alla stessa incisione che si trovava sull'anello dell'uomo che uccise Dolores, decisa a vendicare la morte di sua madre e a scoprire dove si trova suo fratello minore. Viene assunta come domestica in occasione del matrimonio di Tomás De Luján, figlio del marchese Alonso proprietario del palazzo, con la duchessa Jimena De Los Infantes. Incontra Manuel, fratellastro minore di Tomás e salvandolo da un incidente aereo per riconoscenza viene assunta come domestica a tutti gli effetti. Lo stesso giorno del matrimonio però Tomás scopre le ragioni che hanno portato Jana alla Promessa e le promette che l'aiuterà a scoprire la verità. Quella notte però Tomás viene ucciso dalla sua perfida matrigna Cruz intenzionata a voler lasciare come unico erede suo figlio Manuel. Jana dunque potrà contare solo sul sostegno di poche fidate persone come la governante Pía e le domestiche María e Teresa, dovendo anche contrastare i sentimenti che avrà iniziato a provare per Manuel che nel frattempo, per risollevare la difficile situazione economica della famiglia, è stato obbligato a sposare la vedova del fratello. Jana inizia ad investigare sul suo passato mentre è assegnata come domestica personale di Donna Eugenia, sorella della marchesa che è instabile mentalmente. Assistendo ai suoi deliri, scopre che quello che tutti credono essere suo figlio Curro in realtà le è stato consegnato alla nascita dal padre barone De Linaja Don Juan. Jana comprende che Curro è  il fratello che le strapparono molti anni prima e crede che sia stato proprio il barone ad uccidere sua madre. Sfortunatamente però, prima che possa appurarlo con certezza, Don Juan viene ucciso dalla domestica Teresa mentre stava cercando di violentarla con la complicità della governante Pía che era già rimasta incinta a seguito di una violenza da parte del barone. Il tutto viene fatto passare come un incidente e Jana decide di rivelare la verità a Curro, nonostante egli stimasse molto il presunto nonno. Il ragazzo rimane scosso ma decide di aiutare la sorella ritrovata a scoprire la verità.

### Seconda stagione
Los Pedroches, 1913-1914. Jana e Manuel, dopo molte reticenze, decidono di incominciare una relazione clandestina mentre Jimena è sempre più gelosa e con la complicità della suocera vuole a tutti i costi impedire che il marito possa dedicarsi alle sue passioni. Dopo anni di assenza, ritorna in paese la curatrice Ramona che conosceva molto bene Dolores e i cui figli si rivolgono per sapere di più sulle loro origini. La donna però si rivela riluttante all'idea di raccontare cosa accadde davvero anni prima. Curro crede di essere frutto di uno stupro del barone che poi per insabbiare il tutto avesse ucciso la madre e consegnato il bambino alla figlia sterile ma Ramona non conferma questa versione. Un giorno, mentre le fa visita, Curro trova una lettera di sua madre indirizzata a Ramona in cui la pregava di prendersi cura dei suoi figli in caso le fosse accaduto qualcosa e ammette invece la sua relazione con il marchese Alonso. Curro capisce allora di essere figlio di quello che credeva essere suo zio. Ramona brucia la lettera e poco tempo dopo lascia nuovamente il paese.

### Terza stagione
Los Pedroches, 1914-1915. Quando Manuel sta per accettare una proposta di affari che lo terrebbe impegnato all'estero per diversi mesi, Jimena arriva a fingere di essere incinta pur di tenerlo legato a sé. Manuel rinuncia così al viaggio, sospende la sua relazione con Jana e fa arrivare alla tenuta il medico Abel Bueno, suo amico d'infanzia, per prendersi cura della moglie durante la gravidanza. Jimena non può nascondere a lungo il fatto di non essere davvero incinta e alla fine rivela la verità alla madre e ad Abel. Il dottore le fa inscenare un aborto spontaneo sentendosi però in colpa per non poter rivelare la verità a Jana, per la quale ha iniziato a provare dei sentimenti. Dopo aver inscenato anche la sua ripresa, Jimena si mostra ancora più possessiva nei confronti di Manuel e i rapporti tra i due si incrinano irreversibilmente. Alla fine Jimena arriva a pensare che tutti la vogliano lontana dalla Promessa e dopo l'ennesima scenata tenta di dare fuoco alla tenuta volendo uccidere sua cognata Catalina. Per fortuna l'incendio viene domato e riconosciuta l'instabilità mentale di Jimena, viene portata via dai suoi genitori. In questo modo Jana e Manuel si sentono nuovamente liberi di vivere il loro amore nonostante Abel trami contro di loro. Contemporaneamente a ciò, Curro decide di avvicinarsi allo zio che inizia a coinvolgerlo sempre più negli affari di famiglia. Cruz, che è a conoscenza di tutta la verità, non gradisce la situazione e quando il marito si adopera per far ereditare a Curro il titolo nobiliare del defunto padre progetta di ucciderlo con la complicità del cognato Lorenzo. I due organizzano una battuta di caccia in cui inscenare un incidente dove perderebbe la vita Curro. Alla fine però le cose non vanno come auspicato in quanto a perdere la vita per mano di un sicario assoldato da Lorenzo è il valletto Feliciano, figlio di Petra cameriera personale della marchesa e nonostante Curro venga ferito riesce a riprendersi in breve tempo. Poco tempo dopo giunge alla Promessa il conte De Ayala, vero padre di Feliciano che con la complicità di Petra intende vendicarsi della marchesa per l'ingiusta morte di suo figlio.

### Quarta stagione
Manuel e Jana finalmente riescono a sposarsi e la giovane si scopre in dolce attesa. Nei giorni a seguire, Jana confessa alla Marchesa tutta la verità legata al suo passato, ma successivamente, la neo sposa viene trovata in una pozza di sangue da Manuel. La situazione è molto complicata, ma proprio quando sembra riprendersi, Jana muore. L'intero palazzo è sotto shock, l'unica indiziata per l'omicidio è Donna Cruz. La Guardia Civile inizia l'indagine, ma nel mentre, Manuel trova un bottone tra le mani di Jana; proprio quel particolare è ciò che incastra la stessa Marchesa, che in seguito, verrà arrestata.  

## Puntate
| Stagione         | Puntate | Prima TV Spagna | Prima TV Italia |
| ---------------- | ------- | --------------- | --------------- |
| Prima stagione   | 122     | 2023            | 2023-2024       |
| Seconda stagione | 119     | 2023            | 2024-2025       |
| Terza stagione   | 250     | 2023-2024       | 2025-in corso   |
| Quarta stagione  | 138     | 2024-in corso   | inedita         |

## Personaggi e interpreti
- Donna Mariana "Jana" Expósito De Luján (puntata 1-93, 100-553), interpretata da Ana Garcés, doppiata da Luisa D'Aprile.
- Donna Cruz Ezquerdo marchesa De Luján (puntata 1-120, 140-553), interpretata da Eva Martín, doppiata da Roberta Greganti.
- Don Alonso marchese De Luján (puntata 1-in corso), interpretato da Manuel Regueiro, doppiato da Marco Balzarotti.
- Don Manuel De Luján (puntata 1-368, 378-390, 400-in corso), interpretato da Arturo García Sancho, doppiato da Davide Albano.
- Catalina De Luján (puntata 1-in corso), interpretata da Carmen Asecas, doppiata da Deborah Ciccorelli.
- Pía Adarre de Castillo (puntata 1-379, 389, 399-in corso), interpretata da María Castro, doppiata da Alessandra Cerruti.
- Rómulo Baeza (puntata 1-in corso), interpretato da Joaquín Climent, doppiato da Pierluigi Astore.
- Ricardo Pellicer (puntata 350-in corso), interpretato da Carlos de Austria, doppiato da Patrizio Prata.
- Francisco "Curro" De La Mata nato Marcos barone De Linaja (puntata 12-13, 20-368, 378-390, 400-in corso), interpretato da Xavi Lock, doppiato da Mattia Billi.
- Martina De Luján (puntata 56-in corso), interpretata da Amparo Piñero, doppiata da Giorgia Brunori.
- Teresa Villamil (puntata 7-368, 419-in corso), interpretata da Andrea del Río, doppiata da Elena Fiorenza.
- Simona Martínez (puntata 1-in corso), interpretata da Carmen Flores Sandoval, doppiata da Valeria Perilli.
- Candela García (puntata 1-in corso), interpretata da Teresa Quintero, doppiata da Laura Nicolò.
- Donna Margarita Ruiz, ved. De Luján (puntate 147-449), interpretata da Cristina Fernandez Pintado, doppiata da Alessandra Grado.
- Don Ignacio conte De Ayala (puntate 308-474), interpretato da Miquel García Borda, doppiato da Enrico Di Troia.
- Petra Arcos (puntata 1-in corso), interpretata da Marga Martínez, doppiata da Laura Mercatali.
- Lope Ruíz (puntata 1-in corso), interpretato da Enrique Fortún, doppiato da Alessio Puccio.
- María Fernández (puntata 1-in corso), interpretata da Sara Molina, doppiata da Sara Imbriani.
- Capitano Don Lorenzo Conte De La Mata (puntata 74-in corso), interpretato da Guillermo Serrano, doppiato da Alessandro Capra.
- Salvador Romea (puntata 33-60, 117-419), interpretato da Mario García, doppiato da Danny Francucci.
- Vera González/Mercedes de Carril (puntata 271-in corso), interpretata da Angela Echaniz, doppiata da Laura Marcucci.
- Don Tomás De Luján (puntate 1-2 e 540), interpretato da Jordi Coll, doppiato da Luca Ferrante.
- Contessa Donna Eugenia Ezquerdo De la Mata (puntate 40-54), interpretata da Alicia Moruno, doppiata da Patrizia Burul.
- Don Juan Ezquerdo barone De Linaja (puntate 1-60), interpretato da Alberto González, doppiato da Stefano Oppedisano.
- Don Fernando De Luján (puntate 147-198), interpretato da Javier Collado.
- Mauro Moreno (puntate 1-260), interpretato da Antonio Velázquez, doppiato da Omar Vitelli.
- Donna Jimena De Los Infantes de Luján, ved. De Luján (puntate 1-254, 320-350), interpretata da Paula Losada, doppiata da Loretta Di Pisa.
- Abel Bueno (puntate 154-352), interpretato da Alejandro Vergara, doppiato da David Vivanti.
- Don Pelayo Gómez De La Serna conte De Añil (puntate 210-368, 413-450), interpretato da Michel Tejerina.

## Colonna sonora
I temi musicali della soap sono composti da Alex Conrado ad eccezione della sigla che è scritta e cantata da Gonzalo Hermida.
1. La Promesa (Cabecera)
2. El mundo de Jana
3. El Palacio de Los Luján
4. Cavatina para Jana y Manuel
5. Tema de Doña Cruz
6. Planchar, coser, cantar
7. Leonor y Mauro
8. Pesadumbre
9. Despertar
10. Aroma de lavanda
11. Nuestro ultimo vals
12. Tema de Jana
13. Llaves y misterios
14. Un dia perfecto
15. Eclipse
16. La hora del te
17. Al final del dia
18. Tema de la Promesa
19. El ultraje
20. Requiem por un soñador
21. Al caer de la noche
22. Ecos de guerra

La sigla italiana è tratta da quella spagnola, riproducendo solo la parte in cui si inserisce il titolo della soap.

## Produzione
La serie è una coproduzione di StudioCanal e TVE in collaborazione con Bambú Producciones. Nel settembre 2022 è stato annunciato l'inizio delle riprese e il cast, composto da Ana Garcés, Eva Martín, Manuel Regueiro, Andrea del Río, Antonio Velázquez, Enrique Fortún, Paula Losada e Carmen Asecas. 
Le riprese si sono svolte nel palazzo El Rincón ad Aldea del Fresno, vicino Madrid. Gli interni del palazzo sono stati ricostruiti in due set cinematografici di circa 3000 m².
A febbraio 2023, in seguito ai buoni ascolti, RTVE ha rinnovato la serie per una seconda stagione.

## Distribuzione
In Spagna la soap va in onda su La 1 dal 12 gennaio 2023. La prima stagione è stata trasmessa dal 12 gennaio al 20 giugno 2023; la seconda stagione è stata trasmessa dal 21 giugno al 29 novembre 2023 mentre la terza stagione viene trasmessa dal 30 novembre 2023.
RTVE si occupa della distribuzione negli Stati Uniti e in America Latina, mentre StudioCanal gestisce la distribuzione in Europa.
In Italia la soap è stata acquistata da Mediaset, che la trasmette su Canale 5 dal 29 maggio 2023 in episodi giornalieri ridotti rispetto alle puntate originali; dal 30 settembre 2024 la serie viene collocata nella fascia preserale su Rete 4 dove vengono trasmessi gli episodi integralmente. La prima stagione è stata trasmessa dal 29 maggio 2023 al 22 gennaio 2024; la seconda stagione viene trasmessa dal 23 gennaio al 12 agosto 2024, mentre la terza stagione viene trasmessa dal 13 agosto 2024. La direzione del doppiaggio è di Roberta Greganti, Alessio Puccio e Vittorio Guerrieri; i dialoghi italiani sono curati da Alessandra Patacchini, Luigi Ragni, Massimo Locchi, Maurizio Fiorentini, Nadia Capponi e Paolo Modugno per conto della CDC Sefit Group che si occupa anche della sonorizzazione.

## Spin off
In Spagna è stata pubblicata una serie intitolata Si el servicio hablara sulla piattaforma RTVE Play. Una raccolta di 29 episodi dove gli attori e le attrici de La promessa rispondono a tutte le domande e parlano dei loro personaggi e di ciò che le succede nella telenovela.

## Riconoscimenti
Nel 2023 La promessa è stata candidata al 62º festival della Rosa d'oro nella categoria miglior soap o telenovela.
Nel 2024 ha ricevuto il premio Emmy nella categoria miglior telenovela.